# Shamrock-Gletscher
Der Shamrock-Gletscher befindet sich in den Neacola Mountains in Alaska (USA). Der Gletschername (shamrock engl. für „Kleeblatt“) wurde im Jahr 1927 vom U.S. Geological Survey (USGS) gemeldet.
Der Shamrock-Gletscher ist ein 24 km langer Talgletscher im Norden der Neacola Mountains. Das Nährgebiet des Gletschers befindet sich in einer vergletscherten Region südlich des Chakachamna Lake auf einer Höhe von 2000 m. Der Shamrock-Gletscher strömt 18,5 km in nordöstlicher Richtung. Dann trifft von rechts ein Tributärgletscher auf den Shamrock-Gletscher und dieser strömt auf den letzten 5,5 km in Richtung Nordnordwest. Der Gletscher endet auf einer Höhe von 346 m. Die Gletscherzunge verlief früher zwischen dem westlich gelegenen Kenibuna Lake und dem östlich gelegenen Chakachamna Lake. Aufgrund des Gletscherrückzugs hat sich am Fuß des Gletschers ein Gletscherrandsee gebildet, der Shamrock Lake.